# 門井肇
門井 肇（かどい はじめ、1973年 - ）は日本の映画監督。茨城県鉾田市出身。

## 略歴
- 鉾田市立大洋中学校、茨城県立鉾田第一高等学校を経て、成城大学卒業。
- 1997年、自主制作映画『ささやかなこころみ』で、第2回水戸短編映画祭グランプリを獲得。
- 2007年、『棚の隅』（原作 連城三紀彦、主演 大杉漣）を制作。モントリオール世界映画祭に正式参加作品として招待された。
- 2008年、『休暇』（主演 小林薫）を制作。第5回ドバイ国際映画祭コンペティション部門審査員特別賞。
- 2009年、『休暇』で、第4回KINOTAYO現代日本映画祭ソレイユ・ドール新人賞[1]

## 人物
高校時代、文化祭のクラス企画で自主映画を制作したことを機に映画制作に興味を持ち出す

。以降、大学在学中も映画制作に取り組み、大学卒業後、ニューシネマワークショップにて本格的に映画制作を学ぶ。

## フィルモグラフィ

### 映画
- ささやかなこころみ（1997年）
- 棚の隅（2007年）
- 休暇（2008年）
- ナイトピープル（2013年）